# Бои за плацдарм при Балагере
Бои за плацдарм при Балагере (исп. Balaguer) велись испанской республиканской армией на реке Сегре у города Балагера во время гражданской войны в Испании и представляли собой серию контратак весной и летом 1938 года. Бои были неудачными для Испанской республики, и люди и военная техника были потрачены пустую. Исторически эти бои были частью более длительного сражения при Сегре.

## Перед боями
В начале апреля 1938 года франкистские войска после победоносного наступления в Арагоне достигли Каталонии и образовали фронт, идущий от Средиземного моря до Пиренеев по правому берегу рек Эбро, Сегре и Ногера-Пальяреса. В районе Лериды на левом берегу они образуют четыре плацдарма (Серос, Балагер, Ла-Барония-Монсек и Тремп), откуда должны были продолжить наступление к границе с Францией.
Город Балагер, лежащий на правом берегу Сегре, попал в руки франкистской армии 10 апреля 1938 года. Националисты также захватили возле него стратегический железнодорожный мост через реку и образовали плацдарм на левом. Республиканская армия отошла к другой берег.

## Ход боёв
Республиканское командование понимало опасность плацдармов, поэтому сразу же попыталось их ликвидировать. С 12 по 15 апреля 27-я, 60-я и 72-я дивизии 18 армейского корпуса Испанской республики контратаковали плацдарм у Балагера, обороняемый 53-й дивизией националистов. Однако республиканские солдаты, в основном очень молодые люди (некоторым было всего 17 лет), поспешно мобилизованные и плохо обученные, несмотря на их энтузиазм, не добились успеха.
В мае, с целью ослабить давление войск Франко на Валенсию, верховное командование республиканцев подготовило новую контратаку на плацдарм у Балагера, сосредоточив здесь пять пехотных дивизий и танковые подразделения. Бои начались 22 мая года по всей линии фронта плацдарма. Атаки республиканцев при широком использовании танков БТ-5 были очень интенсивными. Ожесточенные бои шли в Вальфогона-де-Балагер, Эрмита-де-Эль-Педрис, Мориньол, Сентиу-де-Шио и Меренге. Несмотря на большие потери и изначальный неуспех, республиканцы продолжали атаки до 29 мая, захватив всего лишь три участка, не имевших никакого стратегического значения. Проливной дождь, превративший долину Сегре в болото, сделал невозможным продвижение техники и людей и заставил прекратить атаки.
Спустя почти три месяца, вместе с более широким республиканским наступлением в битве на Эбро, снова последовала серия боев за возвращение плацдарма у Балагера. Атаки были совершены между 9 и 11 августа, но республиканские войска снова потерпели поражение, столкнувшись с превосходящей огневой мощью националистов.

## Результаты
После этих боёв фронт стабилизировался на 7 месяцев, до 24 декабря, когда националисты начали наступление на Каталонию с целью ее полного захвата. Наступление началось на севере и юге с плацдармов Ла-Барония — Тремп и Серос соответственно. 28 декабря несколько франкистских отрядов к северу от плацдарма у Балагера также начали наступление в глубь Каталонии.
26 января армия генерала Франко оккупировала Барселону, а 10 февраля — всю территорию Каталонии.